# Улица Заки Валиди (Уфа)

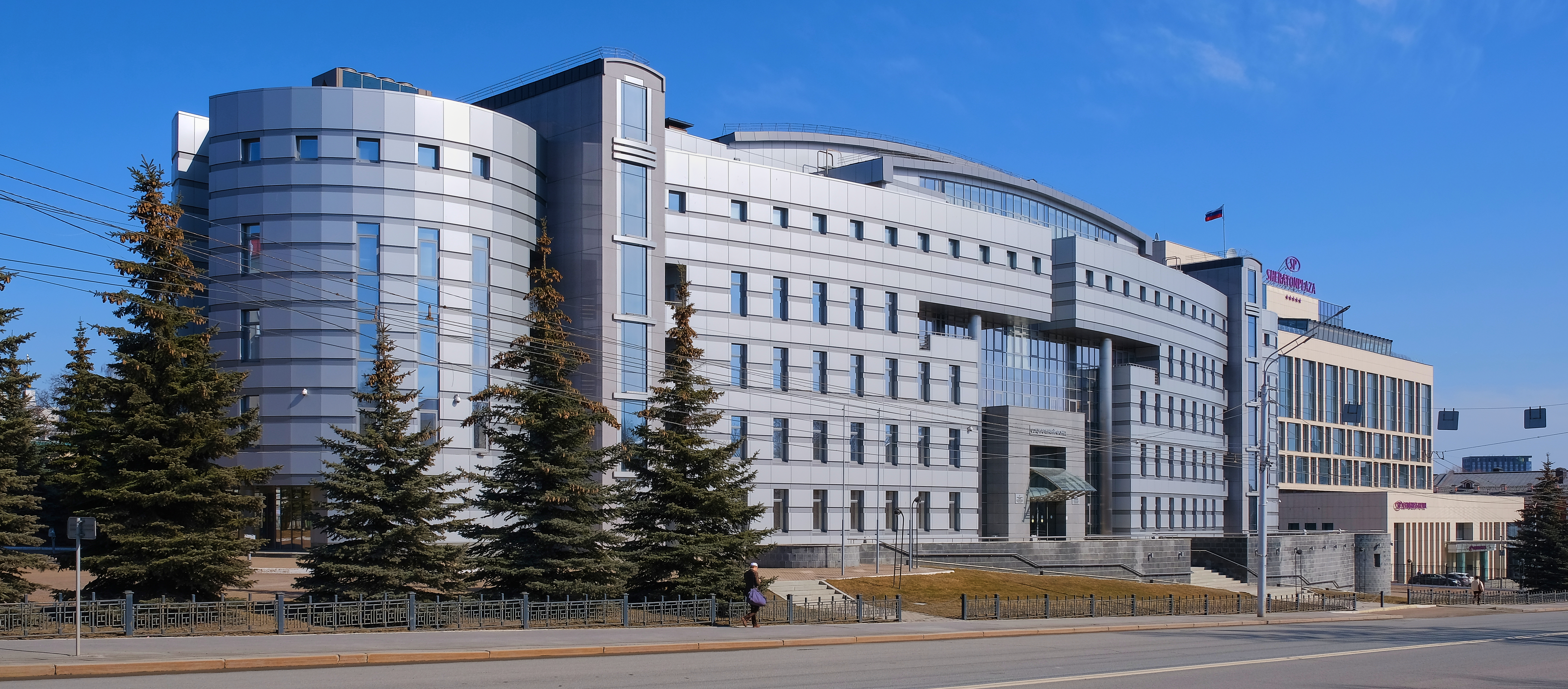
Здание Пенсионного фонда

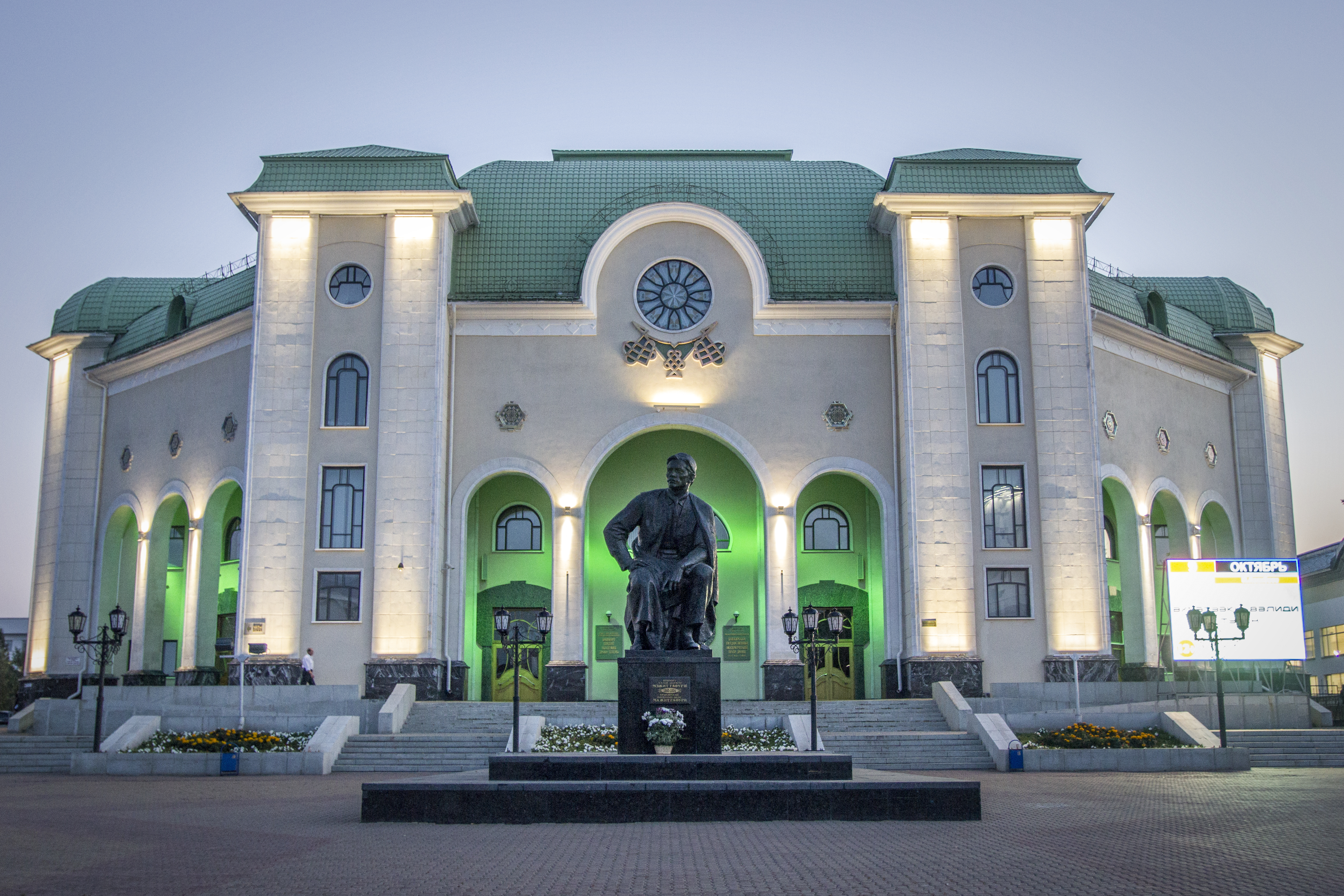
Башкирский академический театр драмы имени М. Гафури

Улица Заки Валиди — улица, расположена в Кировском районе Уфы. Пролегает с запада на восток от уфимского телецентра до проспекта Салавата Юлаева. Названа в честь отца-основателя Башкурдистана Ахмета Заки Валиди.

## История
Первоначально улица называлась Большая Ильинская, затем, до 2008 года, — улицей Фрунзе. Её пересекают улицы Гафури, Аксакова, Гоголя, Карла Маркса, Ленина, Советская, Цюрупы, Новомостовая.
Название Большой Ильинской улицы она получила от расположенной здесь деревянной церкви Ильи Пророка. В 1855 году на её месте была построена каменная Ильинская церковь с самой высокой колокольней в Уфе. На колокольне был установлен колокол весом около 5 тонн, отлитый на деньги уфимского купца Артемия Ногарева (см. Ногарева дома) в память об избавлении царя Александра III от опасности во время крушения поезда под Харьковом. В хоре Ильинской церкви пел в детские годы Фёдор Иванович Шаляпин. В 1931 г. церковь закрыли.
До революции на улице находилось много важных городских учреждений, которые в конце XIX — начале XX вв. были запечатлены на открытках. Это Уфимская Губернская Земская Управа, Мужская гимназия на Соборной площади с домовой церковью. С 1932 года в бывшем здании гимназии располагается открывшийся в том же году Башкирский медицинский институт.
Здание Присутственных мест, в котором располагались Губернское присутствие по делам об обществах, Губернское и Городское присутствия по квартирному налогу, Губернское, Городское раскладочное и Уездное присутствия по промысловому налогу. Тут же находились Губернское правление, Губернское Казначейство, Казённая палата, Губернский распорядительный комитет, Губернский попечительный комитет о народной трезвости.
В начале улицы расположен комплекс зданий, принадлежащих Башкирскому государственному университету (ныне Уфимский университет науки и технологий). До революции 1917 года здесь также было известное в городе учебное заведение — Уфимское духовное мужское училище (открытка московского издания 1903 года Д. П. Ефимова). Здание было построено в 1879—1884 гг. Купол над крышей здания принадлежал домовой церкви во имя Святого Великомученика Димитрия Солунского, освящённой в 1885 году училище закрыто в 1919 году. Позднее над зданием был надстроен 3-й этаж. Некоторое время в нём размещался колхозный техникум. Ныне здесь находится биологический факультет Башкирского государственного университета.
Улица продолжает застраиваться современными зданиями.

## Учреждения
На улице располагаются следующие учреждения:
- Деловой центр «Конгресс-Холл»
- Уфимский университет науки и технологий
- Башкирский академический театр драмы им. М. Гафури
- Башкирская академия государственной службы и управления при Президенте Республики Башкортостан
- Социнвестбанк
- Городская поликлиника № 49
- Государственное Собрание — Курултай Республики Башкортостан
- Башкирский государственный медицинский университет
- Отделение Пенсионного фонда Российской Федерации по Республике Башкортостан